# Monopyle puberula
Monopyle puberula är en tvåhjärtbladig växtart som beskrevs av Conrad Vernon Morton. Monopyle puberula ingår i släktet Monopyle och familjen Gesneriaceae. Inga underarter finns listade i Catalogue of Life.